# Баранов, Василий Гаврилович
Василий Гаврилович Баранов (26 декабря 1899 [7 января 1900] — 2 марта 1988 года) — советский учёный-эндокринолог, доктор медицинских наук (1939). Академик АМН СССР. В течение многих лет Василий Гаврилович Баранов был главным эндокринологом Главного управления здравоохранения Ленгорисполкома.

## Фрагменты биографии

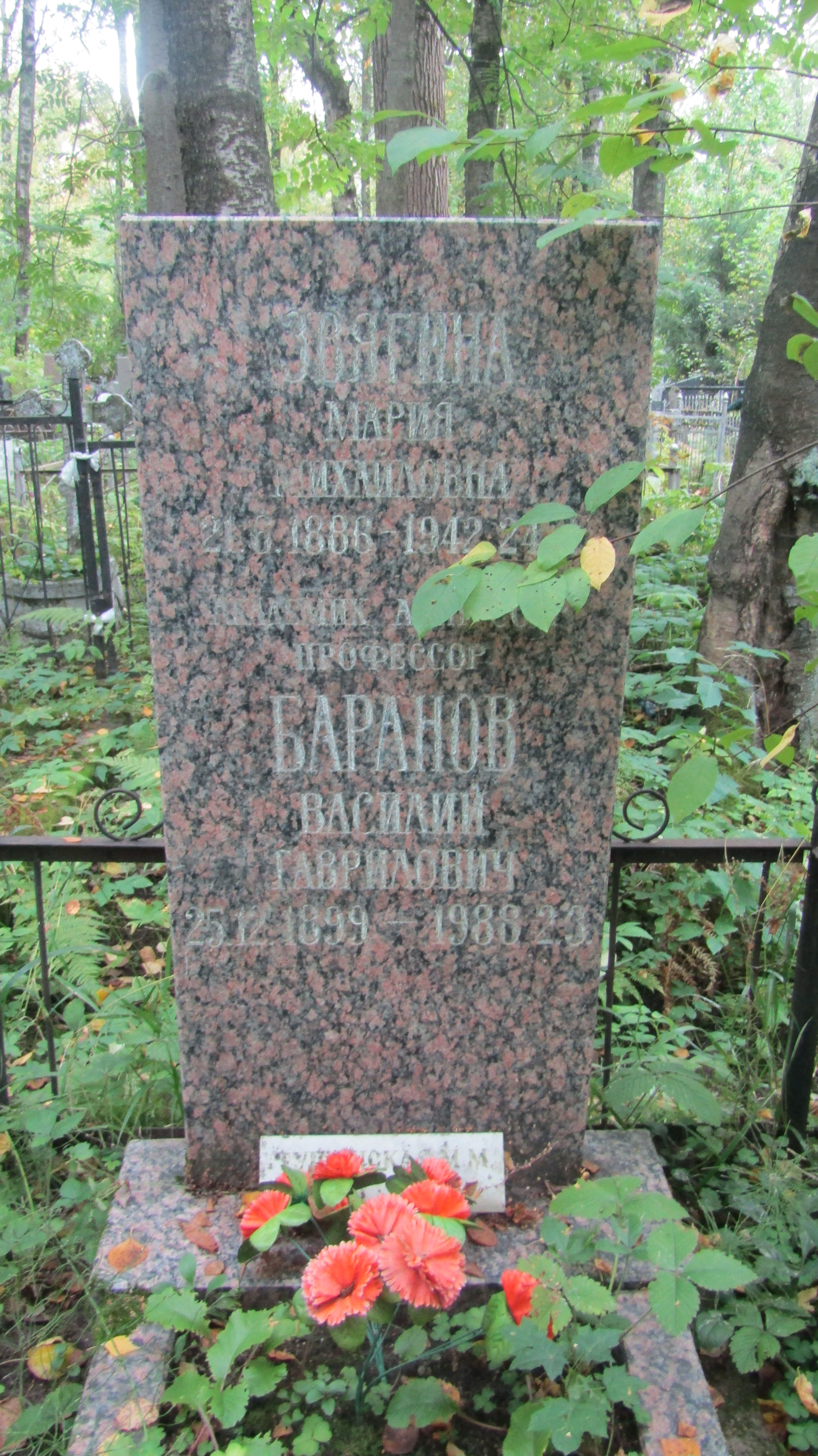
Могила Баранова В.Г. Серафимовское кладбище, Санкт-Петербург.

- Отец — Гавриил Петрович Баранов (около 1855 — около 1910) — дворцовый служитель, чья должность, по разным данным, называлась «смотритель зверинцев» или «егерь императорской охоты».
- Мать — Юлия Ивановна (1861—1934) — работала до замужества гувернанткой у кого-то из графов Чертковых (возможно — члена Государственного Совета с 1881 года, генерала от кавалерии М. И. Черткова). Брак родителей Баранова был специально устроен кем-то из начальства.
- Брат старший — Сергей (8.5.1885, Гатчина — 17.2.1908) — самый старший из детей; казнён в Лисьем Носу, в составе 7 членов Северного Боевого отряда Партии Социалистов-Революционеров (прообраз Сергея Головина в «Рассказе о семи повешенных» Леонида Андреева)[1]
- Семь сестёр:
  - Вера 1887—1942 (дата смерти предположительная, умерла в блокаду);
  - Екатерина 28.05 (10.06).1888 — 25.01.1980;
  - Татьяна 1891 — умерла в 1970-х, после 1970;
  - Мария 1893 — умерла в детстве после сентября 1905;
  - Евгения 1895 — умерла в конце 1970-х; муж Сергей Сергеевич Гальперсон (принял фамилию Баранов; умер в 1953 году в тюрьме);
  - Ольга (мать И. В. Райло) 1896 — 8 мая 1933; её муж — Владимир Иванович Райло (умер 20 ноября 1945); дочь — Инна Владимировна Райло (30 августа 1924 — 17 марта 2012);
  - Александра 1897 — ноябрь 1969
- Жена — Тушинская Мария Михайловна (27 апреля (10 мая) 1915 — 03 ноября 2007).

Окончив Гатчинское реальное училище, он поступил в Военно-медицинскую академию, которую окончил в 1923 году. После окончания учебы, Василий Гаврилович отслужил врачом в одной из воинских частей, а с 1924 года начал работать на кафедре терапии Ленинградского Государственного Института для усовершенствования врачей под руководством профессора Я. А. Ловицкого.
Скончался 2 марта 1988 года. Похоронен в Ленинграде на Серафимовском кладбище (участок 22).

## Научная деятельность
- Большое количество исследований В. Г. Баранова опередило достижения мировой клинической медицины.
- В 1926 году, Василий Гаврилович первым сформулировал принцип обязательной нормализации уровня гликемии и устранения глюкозурии, правильность которого спустя многие годы подтвердили результаты исследования Diabetes Control and Complication Trial (DCCT). В работах В. Г. Баранова и его учеников было продемонстрировано, что при достижении длительной компенсации заболевания (то есть длительного поддержания уровня гликемии, близкого к нормальным значениям), возможно добиться значимого регрессирования патологического процесса, а в ряде работ было показано, что при достаточно длительном периоде нормогликемии изменяются чувствительность к инсулину и репаративные процессы в в-клетках поджелудочной железы.
- В 1932 году Василий Гаврилович впервые в мире было предложено и введено во все учебные пособия по эндокринологии понятие об относительной и абсолютной инсулиновой недостаточности. Классическая теория о гиперинсулинемии на ранних стадиях сахарного диабета 2 типа и инсулинорезистентности периферических тканей также была сформулирована В. Г. Барановым.
- Василий Гаврилович несколько десятков лет назад разработал классификацию сахарного диабета, в которой объединил понятия инсулинзависимого и инсулиннезависимого сахарного диабета (сахарного диабета 1 и 2 типов в современной классификации) в понятие «спонтанного» сахарного диабета.
- Принципы инсулинотерапии, разработанные им, легли в основу современной интенсивной инсулинотерапии, касающиеся необходимости поддержания постоянного количества углеводов пищи в диете одного и того же пациента, правильного распределения количества углеводов во времени, соответствующего фармакокинетике и фармакодинамике используемых препаратов инсулина, ограничения количества рафинированных углеводов в пище, также предложенные им.
- Огромен вклад Василия Гавриловича в развитие направления ведения беременных женщин с сахарным диабетом; разработанная при его участии методика позволила в значительной степени снизить смертность плодов и новорожденных.

## Научные труды
- Барановым В. Г. написано семь крупных монографий и руководств, более 200 журнальных статей.
- Основные монографии академика АМН СССР В. Г. Баранова:

1. Баранов В. Г. Болезни эндокринной системы и обмена веществ: (Руководство по внутренним болезням). — М.: Медицина, 1955.
2. Физиология и патология климактерия женщины / Под ред. В. Г. Баранова. — Л.: Медицина, 1965. — 236 с.
3. Руководство по клинической эндокринологии / Под ред. В. Г. Баранова. — Л.: Медицина, 1977. — 663 с.
4. Физиология эндокринной системы: Руководство по физиологии / Под ред. В. Г. Баранова. — Л.: Наука, 1979.
5. Баранов В. Г., Стройкова А. С. Сахарный диабет у детей.— Л.: Медицина, 1980.— 160 с.
6. Экспериментальный сахарный диабет: Роль в клинической диабетологии / Под ред. В. Г. Баранова. — Л.: Наука, 1983. — 240 с.
7. Синдром Иценко-Кушинга / Под ред. В. Г. Баранова, А. И. Нечая. — Л.: Медицина, 1988. — 224 с.

## Ученики
Под руководством академика В. Г. Баранова было защищено 19 докторских и более 50 кандидатских диссертаций.

## Награды
- Орден Ленина,
- Орден Трудового Красного Знамени
- Орден Красной Звезды,
- медали